# Mary E. Pearson
Mary E. Pearson (* 14. srpna 1955 Jižní Karolína, USA) je americká spisovatelka literatury pro mládež.
Její kniha A Room on Lorelei zvítězila roku 2006 v kategorii beletrie ceny Golden Kite. Kniha The Adoration of Jenna Fox se dostala v roce 2009 do finále ocenění Andre Norton.

### Knižní série KronikyPozůstalých
- Morrighan – 12. ledna 2016 (prequel)
- Falešný polibek – 31. května 2017 (The Kiss of Deception – 8. července 2014)
- Zrádné srdce – 4. prosince 2017 (The Heart of Betrayal – 7. července 2015)
- Temná krása – 9. dubna 2018 (The Beauty of Darkness – 2. srpna 2016)

### Knižní sérieJenna Fox Chronicles
- The Adoration of Jenna Fox – 29. dubna 2008
  - The Rotten Beast – 30. listopadu 2011
- The Fox Inheritance – 30. srpna 2011
- Fox Forever – 19. března 2013

### Knižní sérieZlodějský tanec
- Zlodějský tanec – 20. května 2019 (Dance of Thieves – 7. srpna 2018)
- Vow of Thieves – 6. srpna 2019

### Ostatní
- Pickles in My Soup – 1. září 1999
- Where Is Max? – 1. března 2000
- David v. God – 1. dubna 2000
- See What I Can Do! – prosinec 2000
- I Can Do It All – 1. března 2002
- Generous Me – září 2002
- Fast Dan – 1. září 2002
- A Room on Lorelei Street – 1. června 2005
- The Miles Between – 1. července 2009
- Scribbler of Dreams – 1. dubna 2011
- Enthralled: Paranormal Diversions – 1. září 2011